# Jeff Stryker

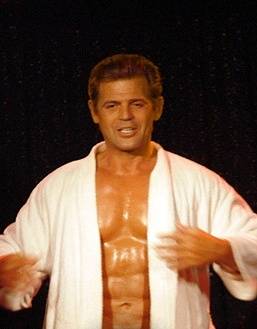
Jeff Stryker, 2007

Jeff Stryker (eigentlich Charles Peyton; * 21. August 1962 in Carmi, Illinois) ist ein US-amerikanischer Darsteller in mehrheitlich gleichgeschlechtlichen Pornofilmen, der vor allem wegen seiner enormen Penisgröße bekannt wurde. Ende der 1980er und Anfang der 1990er war er der Star der schwulen Pornoindustrie. Stryker versuchte sich auch als Sänger und Musiker.
Er ist auch dadurch bekannt, dass eine Gummi-Nachbildung seines Penis und seiner Hoden (Dildo) als Jeff Stryker Cock and Balls zu einem Verkaufsschlager wurde. Stryker verklagte Health Devices Inc. und California Publishers Liquidating Corp. wegen missbräuchlicher Verwendung des nach ihm geformten Dildos. Er verlangte dabei eine Entschädigungssumme von einer Million Dollar. Jeff Stryker stand auch für die Kunstwerke von Pierre et Gilles Modell.
Für eine Weile galten Jamie „The Brat“ Summers und Jeff Stryker als das Traumpaar des heterosexuellen Pornofilms. Die Reihe Jamie loves Jeff (USA) wurde in Deutschland Jeff loves Jamie (1988) bezeichnet und 1992 mit einem Sequel fortgesetzt. Der Ausstieg von Jamie Summers beendete die beliebte Verbindung.
Stryker spielte 1999 die Hauptrolle in dem Film Can I Be Your Bratwurst, Please? von Rosa von Praunheim.

## Videos

### Schwul
| - Powertool 1986 - Bigger Than Life 1986 - In Hot Pursuit 1987 - Stryker’s Best Powerful Sex 1989 - Powerful 2 1989 - Powerful Sex 1989 - It’s What’s Inside that Counts: Preview Tape 3 1989 - Every Which Way 1989 - The Best of John Davenport 1989 - Best of All 1989 - On the Rocks 1990 - Just You & Me 1990 - Dreaming of You 1990 - Directors’ Best: John Travis 1 1990 - The Best of Mike Henson 1990 - The Look 1991 - In Hot Pursuit 1991 - Cummin’ Together 1991 - Classic Catalina 1991 - Catalina Down & Dirty 1991 - Catalina Classics 1991 | - Busted 1991 - The Best of Jeff Stryker 1991 - Les Hommes (The Men) 1992 - Catalina Preview Tape 5 1992 - Best of All Matt Sterling 1992 - 10 Plus Volume 2 1992 - 10 Plus 1992 - Wild Buck 1993 - Voyeur 1993 - The Tease 1994 - Catalina Studs 1994 - Anal Hall of Fame 1994 - The Tease 1995 - Stryker Force 1995 - J.S. Big Time 1995 - Santa’s Cummin’! 1996 - Directors’ Best: John Travis 1 1996 - Jeff Stryker’s Underground 1997 - Powertool: Tenth Anniversary Edition 1998 - Stryker 2000 - Jeff Stryker Does Hard Time 2001 |

### Andere
- 1987: The Switch Is On
- 1987: Jeff Stryker: A Romance Video for Women
- 1987: Jamie Loves Jeff
- 1988: The Heiress
- 1989: Das Böse ist wieder da (After Death (Oltre la morte)) (gedreht 1987)
- 1992: Stryker’s Best Powerful Sex
- 1992: Jeff Stryker’s Favorite Sexual Positions
- 1993: How to Enlarge Your Penis
- 1999: Can I Be Your Bratwurst, Please?

## Auszeichnungen
- 1986 XRCO Gay Awards in der Kategorie „Actor“